# Kunišige Kamamoto
Kunišige Kamamoto (15. dubna 1944 Kjóto, Japonsko – 10. srpna 2025 Ósaka) byl japonský fotbalista. 
Narodil se v Kjótu, kde také vyrůstal a později zde i navštěvoval střední školu Yamashiro. Poté se rozhodl pro studium univerzity Waseda, konkrétně oboru obchodu. Byl vybrán japonskou fotbalovou reprezentací a již roku 1964 se zúčastnil letních olympijských her v Tokiu. O čtyři roky později hrál i na letních olympijských hrách v Mexico City. 
Po odchodu do důchodu se stal manažerem a od července 1998 byl místopředsedou japonského fotbalového svazu.
Kamamoto zemřel 10. srpna 2025 v nemocnici v Ósace na zápal plic ve věku jednaosmdesáti let.

## Reprezentace
V reprezentaci odehrál 76 utkání.

## Statistiky
| Japonsko | Japonsko | Japonsko |
| Roky     | Záp.     | Góly     |
| -------- | -------- | -------- |
| 1964     | 2        | 1        |
| 1965     | 3        | 3        |
| 1966     | 7        | 6        |
| 1967     | 5        | 11       |
| 1968     | 4        | 7        |
| 1969     | 0        | 0        |
| 1970     | 6        | 3        |
| 1971     | 6        | 8        |
| 1972     | 8        | 15       |
| 1973     | 3        | 2        |
| 1974     | 5        | 5        |
| 1975     | 7        | 5        |
| 1976     | 16       | 9        |
| 1977     | 4        | 0        |
| Celkem   | 76       | 75       |